# Ngargosari (Kajoran)
Ngargosari is een bestuurslaag in het regentschap Magelang van de provincie Midden-Java, Indonesië. Ngargosari telt 575 inwoners (volkstelling 2010).